# 匙叶木藓
匙叶木藓（学名：Thamnobryum sandei）为平藓科木藓属下的一个种。

## 扩展阅读
- 維基物種上的相關：匙叶木藓